# Sphodropoda tristis
Sphodropoda tristis är en bönsyrseart som beskrevs av Henri Saussure 1871. Sphodropoda tristis ingår i släktet Sphodropoda och familjen Mantidae. Inga underarter finns listade i Catalogue of Life.